# Amblygobius albimaculatus
Amblygobius albimaculatus är en fiskart som först beskrevs av Rüppell, 1830.  Amblygobius albimaculatus ingår i släktet Amblygobius och familjen smörbultsfiskar. Inga underarter finns listade i Catalogue of Life.